# Campionato internazionale di scherma 1922
Il secondo Campionato internazionale di scherma si disputò nel 1922 in due diverse località: a Parigi, in Francia, per la spada maschile e ad Ostenda, in Belgio, per la sciabola maschile.

## Risultati

### Uomini
| Evento                          | Oro          | Argento             | Bronzo           |
| Spada                           |              |                     |                  |
| Spada individuale (dettagli)    | Raoul Heide  | Robert Liottel      | Gaston Cornereau |
| Sciabola                        |              |                     |                  |
| Sciabola individuale (dettagli) | Arie de Jong | Maurice Taillandier | Léon Tom         |

## Medagliere
| Posizione | Nazione     |   |   |   | Totale |
| --------- | ----------- | - | - | - | ------ |
| 1         | Paesi Bassi | 1 | 0 | 0 | 1      |
| 1         | Norvegia    | 1 | 0 | 0 | 1      |
| 3         | Francia     | 0 | 2 | 1 | 3      |
| 4         | Belgio      | 0 | 0 | 1 | 1      |
| Totale    | Totale      | 2 | 2 | 2 | 6      |